# 吉原夏紀
吉原 夏紀（よしはら なつき、1986年5月5日 - ）は、日本の元グラビアアイドル、元タレント。FIT K ARTIST所属。埼玉県出身。血液型はB型。

## 来歴
高校時代にスカウトされ、ギャル系雑誌『egg』のモデルとして吉原なつきの名前で芸能活動を開始。その後、「フィットワン」に事務所を移籍して本格的にグラビア活動を展開。Gカップのバストで注目を集めて、2006年3月に光文社の写真週刊誌『FLASH』の企画であるミスFLASHの準グランプリに選ばれた。雑誌のグラビアを飾る機会が多く（特に『ヤングガンガン』の掲載が多かった）、一流グラビアアイドルに一歩近づくと共に、トーク番組等で披露したそのタレント性でも注目を集めた。
しかし2007年1月、所属事務所から「一身上の都合」により活動を休止すると発表された（詳細は後述）。

### 失踪騒動、そして芸能界引退
2007年2月2日付の『東京スポーツ』によると、2007年1月半ばに収録を予定していたテレビ朝日系の番組をすっぽかした上、グラビア誌の撮影にも顔を出さなかったことで吉原の失踪が明らかになった。「携帯電話は繋がらず、自宅マンションも応答・所在はなく、荷物はそのままの状態であり、埼玉県の自宅に姿を表したという情報も無い」とのこと。
失踪の事実について、所属事務所側は「2006年末より胃腸炎をこじらせ、更に風邪も併発したため、実家で休養中。噂に上っている男性関係のトラブルではない。3月を目処に復帰を目指している」としていたが、2008年8月時点でフィットワン公式サイトから名前が消滅し、事実上の芸能界引退となった。
ただし、2006年12月に行われた新作DVD発売イベントをドタキャンした過去があったとのこと（所属事務所は「本人の体調不良」と説明）に加えて、「こんな仕事やってられない!」と愚痴をこぼしていたのを関係者に目撃されており、実際の失踪理由は事務所発表と異なる可能性もある。

## 主な出演

### テレビ
- 天使らんまん（毎日放送）
- たかじんONEMAN（毎日放送）
- サプリ（フジテレビ・最終話出演）
- 結婚できない男（関西テレビ・ゲスト出演）
- グラビアの美少女（MONDO21）

## イメージDVD
- 吉原夏紀（2005年12月25日）
- 吉原夏紀〜nut's〜（2006年6月30日）
- ××なっつ（2007年1月12日[1]）
- ミスFLASHコラボレーションBOX（2007年1月31日）